# Synagoge Gelsenkirchen

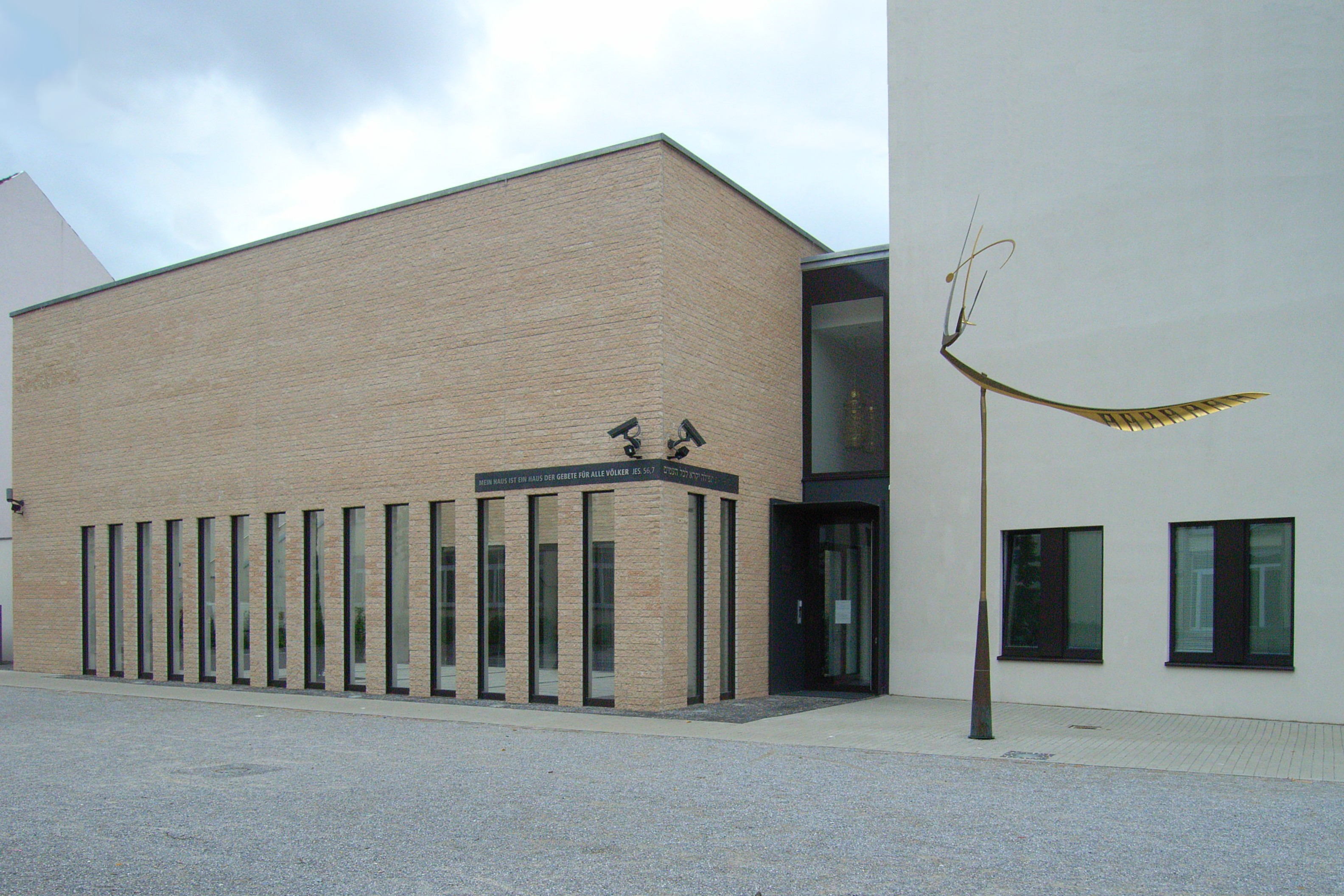
Neue Synagoge

Die Gelsenkirchener (Neue) Synagoge befindet sich in der Georgstraße in Gelsenkirchen. Sie ist das Zentrum der Jüdischen Gemeinde Gelsenkirchen (Körperschaft des öffentlichen Rechts).

## Geschichte
Die erste Synagoge an dieser Stelle wurde 1885 eingeweiht. Sie wurde während der Novemberpogrome in der Nacht vom 9. auf den 10. November 1938 in Brand gesteckt und brannte bis auf die Grundmauern ab. Eine Mahntafel erinnert seit 1963 an die Zerstörung. Das Gelände trägt seit 1993 den Namen Platz der alten Synagoge.
Am 9. November 2004 legte Paul Spiegel, der damalige Präsident des Zentralrats der Juden in Deutschland, den Grundstein für die neue Synagoge, die am 1. Februar 2007 eingeweiht wurde. Sie ersetzte den Betsaal der jüdischen Gemeinde in der Von-der-Recke-Straße, der heute die Gesellschaft für Christlich-Jüdische Zusammenarbeit beherbergt.

## Gebäude

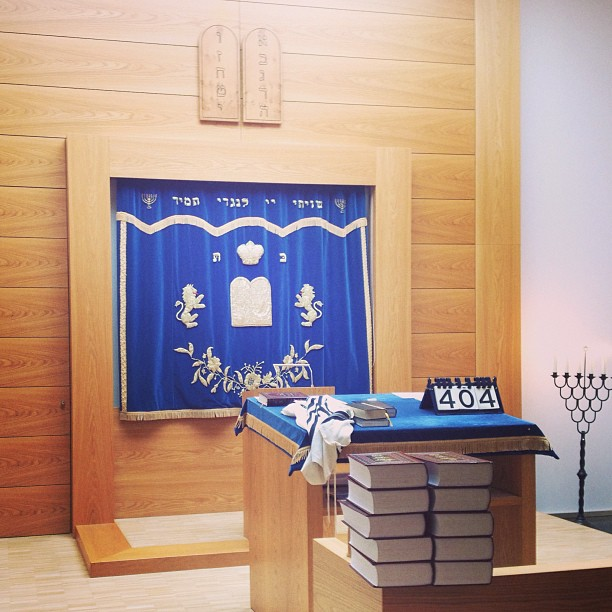
Blick auf den Torahschrank in der Neuen Synagoge Gelsenkirchen

Das Gebäude wurde nach Plänen von Benedikta Mishler und Reinhard Christfreund errichtet. Es hat klare Formen, der Innenhof ist lichtdurchflutet. Dort befindet sich eine Gedenkstätte für die im Holocaust umgekommenen Gemeindemitglieder. Im Betraum im Obergeschoss finden 400 Menschen Platz. Die Torarollen werden in einem Toraschrein hinter einem blauen Vorhang aufbewahrt. Im Gebäude sind außerdem das Gemeindezentrum und ein Veranstaltungsraum untergebracht. In drei Vitrinen werden Exponate gezeigt, die jüdisches Leben dokumentieren. An der Außenmauer ist im Eingangsbereich auf Deutsch und Hebräisch die Inschrift angebracht: Mein Haus ist ein Haus der Gebete für alle Völker Jes. 56,7.

## Kunst am Bau
Auf dem Platz vor dem Eingang zur Synagoge ist die bewegliche Skulptur „Fünf-Flügler“ von Jörg Wiele aufgestellt. Der Sockel der Skulptur wurde 2016 von Unbekannten beschädigt und anschließend restauriert. Die Reparatur wurde durch eine Crowdfunding-Aktion finanziert.

## Jüdische Gemeinde Gelsenkirchen
1933 lebten mehr als 1600 Juden in Gelsenkirchen; die Mehrzahl der Gelsenkirchener Juden wurde in der NS-Zeit ermordet. Die Jüdische Gemeinde Gelsenkirchen wurde von einem Kreis Überlebender wiedererrichtet, der 1945 unter Führung des aus Weilburg stammenden Robert Jessel einen jüdischen Hilfsverein gründete, aus dem heraus die seit 1956 von dem Gelsenkirchener Kurt Neuwald geleitete Jüdische Kultusgemeinde entstand. 1957 richtete sie ihren Sitz im Haus an der Von-der-Recke-Straße 9 ein, mit Gemeindesaal, Schulraum, Büros und einer Bücherei. Ein Bethaus wurde im Innenhof des Hauses gebaut und am 29. Juni 1958 eingeweiht. Heute ist die neue Synagoge das Zentrum der Gemeinde. Im Jahr 2020 zählte die Gemeinde 312 Mitglieder. Im Herbst 2011 wurde der Gemeindesaal der neuen Gelsenkirchener Synagoge nach dem langjährigen Gemeindevorsitzenden Kurt Neuwald benannt.